# Vital z Gazy
Svatý Vital z Gazy († kolem 625, Alexandrie) byl křesťanský poustevník.

## Hagiografie
Byl mnichem v klášteře Seridus poblíž Gazy.
Odešel do Alexandrie, kde sepsal jména všech prostitutek ve městě a modlil se za ně. Začal zde pracovat. Za praxi dostával 12 měděných mincí. Za plat si koupil jednu fazoli, kterou snědl po západu Slunce. Zbytek peněz dal jedné z prostitutek, kterou večer navštívil a vyzval ji, aby s nikým tu noc nezhřešila. Zůstal v jejím pokoji celou noc, modlil se, četl Žalmy a ráno tiše odešel. Obyvatelé Alexandrie jej za vše haněli.
Mnoho prostitutek obrátil na víru a správný život. Několik odešlo do kláštera, další se vdaly a začaly pracovat.
Vitala udali patriarchovi Janu Almužníkovi (později také svatořečenému) a obvinili z ho z hříšného života. Patriarcha jim nevěřil a vyzval je, aby přestali soudit mnichy. Svatý Vital pokračoval ve svém díle.
Jednoho dne vyšel Vital z nevěstince, potkal mladého muže, který jej udeřil, a řekl mu, že je hanbou jména Ježíše Krista. Mnich mu předpověděl, že jednou i on dostane ránu do tváře. Vital odešel do své cely a téže noci zemřel.
Podle legendy se v hodinu jeho smrti tomuto mladému muži zjevil strašlivý démon a uhodil jej do tváře. Mladík propadl šílenství, strhal ze sebe oblečení a začal výt. Po několika hodinách se vrátil ke smyslům, odešel do cely mnicha, jehož našel mrtvého, a prosil jej o odpuštění.

## Úcta
Jeho svátek se v římskokatolické církvi slaví 11. ledna a v pravoslavné církvi 22. dubna.